# ابوحیان اندلسی
ابوحیان اندلسی با نام کامل محمد بن یوسف بن علی بن یوسف بن حیان، از ادیبان و فقیهان ظاهری است. وی در سال ۶۵۴ هجری قمری در غرناطه متولد شد. او از مهم‌ترین مفسرین قرآن اهل سنت و ادیبان زبان عربی در عصر خود بود. کتاب البحر المحیط فی تفسیر القرآن او از مهم‌ترین کتاب‌های مرجع در زمینه ادبیات غربی، اصطلاح‌شناسی و لغت‌شناسی است

## آثار
او بیش از شصت عنوان کتاب تألیف کرده بود که نیمی از آن مفقود شد. مهم‌ترین این آثار عبارتند از:
- البحر المحیط فی تفسیر القرآن
- النهر (که خودش به عنوان خلاصه تفسیر البحر المحیط نوشته‌است)
- مجانی العصر فی تاریخ اهل العصر
- طبقات نحاة الاندلس
- زهو الملک فی نحو الترک
- الادراک للسان الاتراک
- منطق الخرس فی لسان الفرس
- نور الغبش فی لسان الحبش
- تحفة الاریب فی غریب القرآن
- عقد اللئالی فی القرائات
- اعراب القرآن
- لغات القرآن[۶]

## درگذشت
ابوحیان در اواخر عمر نابینا شده بود، وی سرانجام در سال ۷۴۵ هجری قمری در قاهره درگذشت و در مقبرهٔ صوفیه دفن شد.